# Mitsubishi Pajero Mini
Le Pajero Mini est un 4x4 du constructeur automobile japonais Mitsubishi, classé comme k-car au Japon en raison de ses dimensions et de sa cylindrée. C'est la plus petite de la gamme. Il est également diffusé entre 2008 et 2012 chez Nissan sous l'appellation Kix.
Le Pajero Mini n'est plus produit depuis juillet 2012.